# Liga Turca de Basquetebol de 2019-20
A Temporada 2019–20 da Basketbol Süper Ligi foi a 54ª edição da principal competição de basquetebol masculino na Turquia ser disputada entre 28 de setembro de 2019 e 18 de março de 2020. A competição foi cancelada prematuramente sem coroar um campeão devido a Pandemia de COVID-19.

## Equipes participantes
| Clube                          | Arena          | Localização                         |
| ------------------------------ | -------------- | ----------------------------------- |
| Afyon Beledíyespor             | Afyonkarahisar | Ginásio Esportivo Afyon Atatürk     |
| Anadolu Efes Istambul          | Istambul       | Abdi İpekçi Arena                   |
| Beşiktaş Sompo Japan Istambul  | Istambul       | Sinan Erdem Dome                    |
| Bursaspor                      | Bursa          | Ginásio Esportivo Bursa Ataturk     |
| DarüşşafakaTefken              | Istambul       | Ayhan Şahenk Arena                  |
| Arel Üniversítesí Büyükçekmece | Istambul       | Gazanfer Bilge Sport Hall           |
| Bahçeşehir                     | Istambul       |                                     |
| Fenerbahçe Beko                | Istambul       | Ülker Sports Arena                  |
| Galatasaray Doğa Sigorta       | Istambul       | Abdi İpekçi Arena                   |
| Gaziantep Basketbol            | Gaziantep      | Karataş Şahinbey Sport Hall         |
| Ormanspor                      | Ancara         | Ginásio Esportivo M. Sait Zarifoğlu |
| Pınar Karşıyaka                | Esmirna        | Karşıyaka Arena                     |
| Sigortam ITÜ                   | Istambul       | Centro Esportivo ITU Ayazaga        |
| Teksüt Bandırma                | Bandırma       | Kara Ali Acar Sport Hall            |
| Tofaş SK                       | Bursa          | Tofaş Nilüfer Spor Salonu           |
| Türk Telekom BK                | Ancara         | Ankara Arena                        |

|  |                                          |
|  | Promovidos da TB2L na temporada anterior |

## Classificação
| Pos. | Clube                            | J  | V  | D  | P+   | P-   | SP   | P  | Classificação |
| ---- | -------------------------------- | -- | -- | -- | ---- | ---- | ---- | -- | ------------- |
| 1    | Anadolu Efes Istambul            | 23 | 21 | 2  | 2045 | 1712 | 333  | 44 | Playoffs      |
| 2    | Pınar Karşıyaka                  | 23 | 20 | 3  | 1924 | 1587 | 337  | 43 | Playoffs      |
| 3    | Galatasaray Doğa Sigorta         | 23 | 16 | 7  | 1868 | 1804 | 64   | 39 | Playoffs      |
| 4    | Fenerbahçe Beko                  | 22 | 17 | 5  | 1785 | 1612 | 173  | 39 | Playoffs      |
| 5    | Tofaş SK                         | 23 | 15 | 8  | 2003 | 1790 | 213  | 38 | Playoffs      |
| 6    | DarüşşafakaTefken                | 23 | 13 | 10 | 1884 | 1763 | 121  | 36 | Playoffs      |
| 7    | Teksüt Bandırma                  | 23 | 12 | 11 | 1863 | 1808 | 55   | 35 | Playoffs      |
| 8    | Beşiktaş Sompo Japan Istambul    | 23 | 11 | 12 | 1825 | 1845 | −20  | 34 | Playoffs      |
| 9    | Frutti Extra Bursaspor           | 23 | 11 | 12 | 1807 | 1905 | −98  | 34 |               |
| 10   | Türk Telekom BK                  | 23 | 11 | 12 | 1783 | 1830 | −47  | 34 |               |
| 11   | Gaziantep Basketbol              | 23 | 9  | 14 | 1873 | 1930 | −57  | 32 |               |
| 12   | Ormanspor                        | 23 | 8  | 15 | 1811 | 1944 | −133 | 31 |               |
| 13   | Bahçeşehir                       | 23 | 7  | 16 | 1871 | 2002 | −131 | 30 |               |
| 14   | Meksa Yatirim Afyon Beledíyespor | 22 | 7  | 15 | 1757 | 1783 | −26  | 29 |               |
| 15   | Arel Üniversítesí Büyükçekmece   | 23 | 3  | 20 | 1693 | 2105 | −412 | 26 | Rebaixados    |
| 16   | Sigortam ITÜ                     | 23 | 2  | 21 | 1720 | 2092 | −372 | 25 | Rebaixados    |

## Temporada Regular
| Casa\Visitante                 | AFY   | ANA   | BES    | BUR    | DAR   | BUY    | BAH    | FEN    | GAL    | GAZ    | ORM    | PIN   | ITÜ    | TEK    | TOF   | TÜR    |
| ------------------------------ | ----- | ----- | ------ | ------ | ----- | ------ | ------ | ------ | ------ | ------ | ------ | ----- | ------ | ------ | ----- | ------ |
| Afyon Beledíyespor             |       | 84-88 | 73-68  |        |       | 81-69  | 95-91  | 62-64  | 67-68  | 92-95  |        | 66-75 | 96-73  | 83-72  | 73-84 | 78-82  |
| Anadolu Efes Istambul          |       |       | 98-104 |        | 89-83 | 109-69 |        | 76-66  | 104-80 | 103-79 | 93-82  |       | 108-62 |        |       | 81-71  |
| Beşiktaş Sompo Japan Istambul  | 92-90 | 68-80 |        | 80-59  |       | 84-87  | 91-92  | 73-74  | 74-68  | 78-73  |        |       | 83-80  | 97-82  |       | 78-74  |
| Frutti Extra Bursaspor         | 90-81 | 86-95 |        |        | 79-87 | 84-79  | 79-78  |        |        | 87-106 | 90-88  | 77-85 |        | 88-78  | 80-76 |        |
| DarüşşafakaTefken              | 68-72 |       | 78-59  | 63-81  |       | 105-56 | 83-76  |        | 79-88  | 76-58  | 88-77  |       | 88-74  | 96-88  | 69-61 | 77-80  |
| Arel Üniversítesí Büyükçekmece |       | 67-92 | 81-92  | 77-95  | 85-92 |        |        | 68-92  | 77-87  |        | 64-84  | 56-99 | 103-72 | 80-104 |       | 91-90  |
| Bahçeşehir Koleji              | 82-87 | 67-93 | 75-80  |        | 91-87 | 96-81  |        | 79-100 | 92-71  |        |        | 72-70 | 99-94  |        | 85-92 | 72-87  |
| Fenerbahçe Beko                | 86-80 |       | 84-80  | 86-83  | 83-75 |        | 74-60  |        | 75-80  | 84-75  | 85-52  |       | 94-83  | 89-79  |       | 91-67  |
| Galatasaray Doğa Sigorta       | 83-77 |       | 74-65  | 84-70  | 78-75 |        | 85-76  | 83-64  |        | 96-84  | 105-73 |       |        | 91-70  | 80-75 | 93-71  |
| Gaziantep Basketbol            | 78-71 | 83-88 |        |        | 77-86 | 88-73  | 90-92  | 81-70  |        |        | 102-77 | 67-83 | 96-94  |        | 69-81 |        |
| OGM Ormanspor                  | 77-76 | 68-79 | 72-80  | 81-82  |       | 84-75  | 108-93 |        |        | 59-83  |        | 70-86 | 73-70  | 81-86  | 76-94 | 64-82  |
| Pınar Karşıyaka                |       | 80-82 | 82-68  | 76-71  | 84-78 | 90-59  | 85-54  | 68-57  | 84-55  | 82-72  |        |       | 105-67 | 91-82  |       | 85-66  |
| Sigortam ITÜ                   |       | 49-63 |        | 71-90  | 61-98 |        |        | 57-90  | 83-86  |        | 94-93  | 81-91 |        | 76-94  | 80-91 | 85-101 |
| Teksüt Bandırma                | 80-83 | 84-66 | 85-64  | 72-62  |       | 99-65  | 82-68  |        |        | 99-72  | 66-85  | 57-89 | 64-48  |        | 86-80 |        |
| Tofaş SK                       | 79-71 | 72-83 | 86-80  | 109-59 |       | 110-68 | 77-76  | 76-82  | 112-93 | 108-88 |        | 94-88 | 123-80 |        |       | 81-72  |
| Türk Telekom BK                | 92-83 |       |        | 80-62  | 85-70 |        |        | 59-75  | 78-66  | 88-84  | 66-76  | 62-77 |        | 81-91  | 68-67 |        |

## Clubes turcos em competições internacionais
| Clube           | Competição        | Resultado                                                      |
| --------------- | ----------------- | -------------------------------------------------------------- |
| Anadolu Efes    | EuroLiga          |                                                                |
| Fenerbahçe      | EuroLiga          |                                                                |
| Darüşşafaka     | EuroCopa          | Eliminado no TOP 16 (3º no Grupo E 3v-3d)                      |
| Galatasaray     | EuroCopa          | Eliminado no TOP 16 (4º no Grupo G 2v-4d)                      |
| Tofaş           | EuroCopa          |                                                                |
| Gaziantep       | Liga dos Campeões | Eliminado na Fase de Grupos (6º no Grupo C com 4v - 10d)       |
| Beşiktaş        | Liga dos Campeões | Eliminado nas Oitavas de finais por Türk Telekom (78-89;66-84) |
| Türk Telekom    | Liga dos Campeões |                                                                |
| Teksüt Bandirma | Liga dos Campeões | Eliminado nas Oitavas de finais por Nymburk (70-92;72-86)      |
| Bahçeşehir      | Copa Europeia     |                                                                |
| Pınar Karşıyaka | Copa Europeia     |                                                                |